# Babalia kreolski arapski
Babalia kreolski arapski (babalia, babaliya, bubalia; ISO 639-3: bbz), kreolski jezik nastao na temelju arapskog, i član arapskog mekrojezika. Njime govori 3 940 osoba (1993 popis) u dvadeset tri sela u čadskoj prefekturi Chari Baguirmi.
Babalia je ime etničke grupe čiji je izvorni jezik bio berakou [bxv], kojim su se služile svega dvije osobe (1995 D. Djarangar).

## Vanjske poveznice
- Ethnologue (14th)
- Ethnologue (15th)